# Paradoxografie
Paradoxografia este un gen al literaturii clasice care cuprinde lucrări ce descriu fenomene anormale sau inexplicabile din lumea naturală sau umană.

## Termen

### Atestare
Termenul „paradoxografie” este derivat din cuvântul grec παραδοξογράφος (paradoxographos, „paradoxograf”), însemnând „autor care descrie ciudățenii” (παράδοξα, paradoxa). Denumirea nu se întâlnește în antichitate, ci a fost folosită pentru prima dată în secolul al XII-lea de filologul bizantin Ioan Tzetzes în colecția sa de istorii în versuri cunoscută sub numele de Chiliades (2.35, 151). În titlurile antice grecești ale lucrărilor la care se referă acest termen erau folosite adesea adjectivele ἄπιστος (apistos, „incredibil”), θαυμάσιος (thaumasios, „admirabil”) sau παράδοξος (paradoxos, „ciudat”) pentru a descrie subiectul lor. În limba latină clasică, traducerea preferată a lui θαυμάσιος pare să fi fost admirandus, dar ulterior s-a impus denumirea generică de mirabilia („minunății”).
Cea mai apropiată formă lexicală atestată în antichitate este verbul παραδοξογραφέω (paradoxographeo), întâlnit în textele lui Strabon (XII 4, 5), Diodorus Siculus (I 69, 2) sau Geminos din Rhodos (XIV 27) și care însemna „a (de)scrie minuni sau lucruri incredibile” sau, mai des, „a se exprima în paradoxuri”. Cea mai timpurie mărturie a unui substantiv în acest câmp semantic este cuvântul παραδοξολογία (paradoxologia), cu sensul de „relatare a unui miracol”, întâlnit la oratorul Eschine (III 132).

### Aplicare

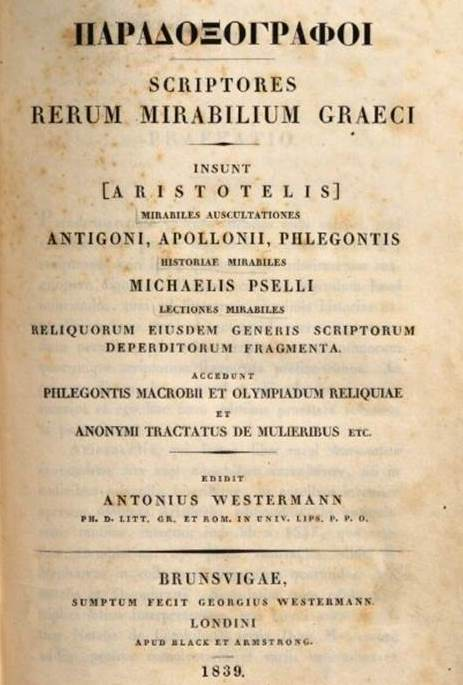
Pagina de titlu a lucrării lui Anton Westermann ΠΑΡΑΔΟΞΟΓΡΑΦΟΙ (1839)

Cel care a asigurat consacrarea termenului de „paradoxografie” în studiile clasice a fost filologul german Anton Westermann, prin lucrarea sa Paradoxographoi: Scriptores rerum mirabilium graeci publicată în 1839 la Braunschweig și Londra. Cartea a reunit pentru prima dată într-un corpus unitar principalele texte ale genului identificate până la momentul respectiv. După cum mărturisește Westermann în „Prefața” lucrării sale,  „m-am angajat să public Paradoxografii greci când am văzut că acești scriitori au fost îndelung neglijați dincolo de demnitatea lor [praeter dignitatem] și că, deși nu erau prea vrednici de admirație, totuși nu erau neplăcuți de citit și erau folositori pentru studiul istoriei naturale și starea literaturii printre antici, mai cu seamă datorită păstrării celor mai bune și mai prețioase fragmente din scrierile lor.”
Corpusul inițial de texte a cunoscut mai multe revizii ulterioare. O parte dintre autorii antologați de Westermann au fost editați din nou în 1877 de către Otto Keller sub titlul Rerum naturalium scriptores graeci minores (Scriitori greci minori de subiecte despre natură). Cea mai recentă colecție a fost publicată în 1966 de Alessandro Giannini, cu adăugarea câtorva noi paradoxografi și eliminarea altora, fie ca autori de lucrări dubioase, fie ca autori ale căror lucrări nu aparțin domeniului propriu-zis al paradoxografiei.
Astfel, deși termenul de „paradoxografie” este puternic încetățenit în studiile clasice, rămâne destul de neclar căror autori și lucrări le poate fi aplicat.

## Istoric
Născută ca un subgen al istoriografiei, paradoxografia a avut un succes considerabil în epoca elenistică, exploatând interesul popular pentru deprinderi și obiceiuri exotice sau extravagante și evenimente naturale extraordinare sau fabuloase. O trăsătură comună a subiectelor tratate este neverosimilitatea și absurditatea unor astfel de mirabilia.
Cele mai discutate subiecte au fost obiceiurile popoarelor barbare sau exotice și comportamentul animalelor neobișnuite și legendare (cu o predilecție pentru cele acvatice). Prin urmare, acest gen este asociat cu anecdotica, sau colectarea de anecdote extraordinare și relatări adesea improbabile. Paradoxografia interferează însă și cu alte domenii ale literaturii grecești, iar conținutul prezentat de obicei în cataloagele paradoxografice este antologat și în colecții de texte cu caracter istoric, etiologic sau mitologic.
Inventatorul genului este considerat eruditul alexandrin Calimah din Cirene (sec. IV-III î.Hr.). Printre exemplele timpurii ale genului care au supraviețuit se numără:
- lucrarea Περὶ ἀπίστων (ἱστοριῶν) („Istorii incredibile”) a lui Palaiphatos⁠(d) (c. secolul al IV-lea î.Hr.)
- Ἱστοριῶν παραδόξων συναγωγή („Colecție de povești extraordinare”) compusă de Antigonos din Carystos (secolul al III-lea î.Hr.), parțial pe baza unei lucrări paradoxografice a lui Callimah
- Mirabilia lui Apollonius Paradoxographus⁠(d) (secolul al II-lea î.Hr.)

Multe lucrări paradoxografice sunt scrieri anonime sau pseudoepigrafe greu de datat. Acesta din urmă este, de exemplu, cazul lucrării atribuite lui Aristotel Περὶ θαυμασίων ἀκουσμάτων („Despre lucruri minunate auzite”). Primul este cazul colecțiilor anonime târzii de fragmente din paradoxografii mai vechi: Paradoxographus Florentinus, Paradoxographus Vaticanus și Paradoxographus Palatinus.
Se crede că o mare parte a conținutului lucrării pseudo-aristotelice Despre lucruri minunate auzite își are originea în perioada elenistică, în timp ce forma finală reflectă secole de expansiune teritorială, provenind cel mai devreme din secolul al II-lea al erei creștine.
Cartea Minunilor a lui Phlegon din Tralles, care datează din secolul al II-lea d.Hr., este poate cel mai faimos exemplu al genului paradoxografic, cuprinzând diverse povești despre anomalii umane. Scurtele relatări ale lui Phlegon despre miracole și minuni includ povești cu fantome, relatări despre nașteri monstruoase, animale ciudate precum centauri, hermafrodiți, schelete uriașe și capete prorocitoare. Scrierea lui Phlegon se caracterizează printr-o descriere scurtă și directă, precum și o insistență ironică asupra veridicității afirmațiilor sale.
Alte lucrări de acest gen în greacă includ Περὶ Ἀπίστων a lui Heraclit Paradoxograful („Despre lucruri incredibile”, secolul I sau al II-lea d.Hr.) și Περὶ ζῴων ἰδιότητος a lui Claudius Aelianus („Despre natura animalelor”, secolul al III-lea d.Hr.).
În literatura latină, atât Marcus Terentius Varro, cât și Cicero au scris lucrări despre admiranda („lucruri minunate”), care nu au supraviețuit însă.